# Химн на Кабо Верде
Cântico da Liberdade (бълг. „Песен за свободата“) е националният химн на Кабо Верде. Химна е официално възприет през 1996 година. Автор на текста е Алберто Таварес Силва, а на музиката Амилкар Спенсър Лопес.

## Португалски
Canta, irmão
canta meu irmão
que a Liberdade é hino
e o Homem a certeza.
Com dignidade, enterra a semente
no pó da ilha nua
No despenhadeiro da vida a esperança é
do tamanho do mar
que nos abraça
Sentinela de mares e ventos
perseverante
entre estrelas
e o Atlântico
entoa o cântico da Liberdade
Canta, irmão
canta meu irmão
que a Liberdade é hino
e o Homem a certeza.

## Превод
Пейте, братя.
Пейте, мои братя.
Химнът е за свободата
И увереността на хората.
С достойнство, заровете семето
В праха на голия остров
В пропастта на живота.
Надеждите са ни толкова големи, колкото е голямо морето,
Което ни прегръща
Непоколебим страж са вълните и морето,
Между звездите и океана.
Пейте за свободата.
Пейте, братя.
Пейте, мои братя.
Химнът е за свободата.
И увереността на хората.